# Simfonia núm. 5 (Mendelssohn)
La Simfonia núm. 5 en re major/re menor, op. 107, coneguda com la Reforma, va ser composta per Felix Mendelssohn el 1830 en honor al 300è aniversari de la presentació de la Confessió d'Augsburg. La Confessió és un document clau del luteranisme i la seva presentació a l'emperador Carles V el juny de 1530 va ser un esdeveniment transcendental de la Reforma protestant. Aquesta simfonia va ser escrita per a una orquestra completa i va ser en realitat la segona simfonia de Mendelssohn. No es va publicar fins 21 anys després de la mort del compositor, el 1868, d'aquí la seva numeració com a "5". Tot i que la simfonia és massa representada, avui és més coneguda que en el moment de la seva publicació. La germana de Mendelssohn, Fanny Mendelssohn Hensel, va ser qui va triar el nom de Simfonia de la Reforma.

## Història
El desembre de 1829, un any abans que el rei de Prússia Frederic Guillem III hagués anunciat les celebracions del tricentenari d'Augsburg, Mendelssohn va començar a treballar en la Simfonia de la Reforma. Mendelssohn esperava que es representés a les festes de Berlín que van tenir lloc el 25 de juny de 1830. Tenia la intenció d'acabar la composició el gener i fer una gira durant quatre mesos abans que comencessin les celebracions al juny. Tanmateix, la seva mala salut va fer que la Simfonia de la Reforma trigués més a compondre's del que havia esperat inicialment. A finals de març, la simfonia encara estava en un estat d'esborrany i, en un gir desfavorable, Mendelssohn va agafar el xarampió de la seva germana Rebecka. Amb un nou retard de la composició i la gira, Mendelssohn va acabar la simfonia al maig, ja massa tard perquè la comissió d'Augsburg acceptés la simfonia per a les celebracions.
Algunes autoritats han suggerit que l'antisemitisme hauria pogut tenir un paper en l'absència de la simfonia en els actes. Però el reeixit competidor, Eduard Grell, ja s'havia consolidat com un compositor competent que guanyava una popularitat considerable a Berlín. Grell era extremadament conservador en les seves composicions; la seva peça per a cor masculí potser coincidia amb el que exigien les celebracions d'Augsburg, en contrast amb l'extensa simfonia de Mendelssohn, que potser es pensava inadequada en aquell moment.
Mendelssohn va reprendre la seva gira immediatament després d'haver completat la Simfonia de la Reforma. A París, l'any 1832, l'orquestra de François Antoine Habeneck va rebutjar l'obra com a "massa docta"; l'historiador de la música Larry Todd suggereix que potser també van sentir que era massa protestant. No va oferir la simfonia per interpretar-la a Londres. Durant l'estiu de 1832, Mendelssohn va tornar a Berlín on va revisar la simfonia. Més tard aquell any finalment va tenir lloc una actuació de la Simfonia de la Reforma. El 1838, però, Mendelssohn va considerar la simfonia com "una peça juvenil⁣", i mai més la va tornar a interpretar. No es va tornar a representar fins al 1868, més de 20 anys després de la mort del compositor.

## Clau
La clau de la simfonia s'indica en re major a la portada de la partitura autògrafa de Mendelssohn. Tanmateix, només la introducció lenta està escrita en re major, mentre que el tema principal i la configuració de la cadència del primer moviment són en re menor. El mateix compositor es va referir a la simfonia almenys una vegada com en re menor.

## Instrumentació
La simfonia està escrita per 2 flautes, 2 oboès, 2 clarinets, 2 fagots, serpent i contrafagot (només quart moviment, ara sol tocar-se amb el contrafagot), 2 trompes, 2 trompetes, 3 trombons, timbals i cordes.

## Moviments
La simfonia consta de quatre moviments:
1. Andante – Allegro con fuoco (re major – re menor)
2. Allegro vivace (si bemoll major, trio en sol major)
3. Andante (sol menor, acabat en sol major)
4. Andante con moto – Allegro vivace – Allegro maestoso (sol major – re major)

Una actuació típica dura uns 33 minuts.

### Primer moviment
Durant la lenta introducció, Mendelssohn cita l'Amén de Dresden a les cordes. La versió de Mendelssohn del "Dresden Amen" és la següent:
(L'Amén de Dresden també va ser adaptat per Richard Wagner com a leitmotiv del "Graal" a la seva òpera Parsifal de 1882 o per Anton Bruckner al finale de la seva Cinquena Simfonia i en l'adagio de la Novena).
Les cordes s'interrompen per crides a la batalla de la secció del metall de la següent manera. L'Amén de Dresden aviat reapareix a les cordes i després comença la secció Allegro con fuoco, que està en forma de sonata. S'obre de la següent manera:

### Segon moviment
El segon moviment, un scherzo en si bemoll major, és molt diferent en esperit del primer moviment, sent molt més lleuger de to.

### Tercer moviment
El tercer moviment, en sol menor, és una peça lírica principalment per a les cordes. Hi ha referències a l'Amén de Dresden i, al final del moviment, al segon tema del primer moviment.

### Quart moviment

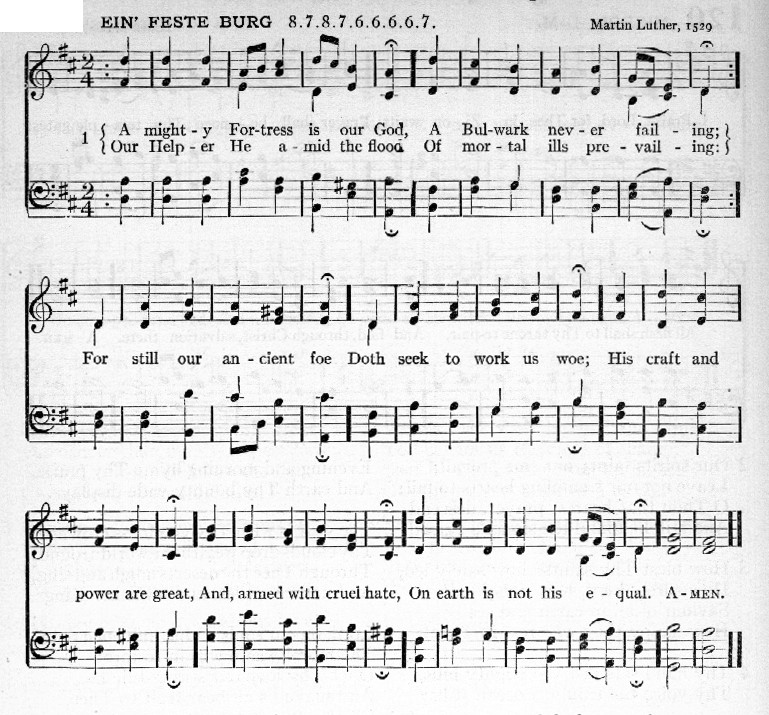
L'himne original dels luterans, Ein feste Burg ist unser Gott

El quart moviment es basa en el coral de Martin Luter Ein feste Burg ist unser Gott ("Una fortalesa poderosa és el nostre Déu"). Està en forma de sonata i majoritàriament en un teps de 4/4. Hi ha alguns canvis de la mètrica que canvia a 2/4 per ajustar-se al temps del coral original. Al final de la coda, tota l'orquestra interpreta una potent versió del coral de Martí Luter.